# Кобра 11 (3. сезона)
Трећа сезона серије Кобра 11 је емитована од 14. октобра 1997. године до 18. јуна 1998. године и броји 16 епизода.

## Опис
Главна постава се у овој сезони није мењала.

## Улоге
- Марк Келер као Андре Фукс
- Ердоган Аталај као Семир Герхан

## Епизоде
| Бр. еп. (укупно) | Бр. еп. (у сезони) | Наслов               | Редитељ                  | Сценариста       | Премијера          |
| --- | ------------------ | -------------------- | ------------------------ | ---------------- | ------------------ |
| 16 | 1                  | "Судар"              | Габријеле Хеберлинг      | Норберт Еберлајн | 14. октобар 1997.  |
| Андре и Семир трагају за једном багром. Млади из богатих кућа којима је досадно су направили разна кривична дела. Пре него што је полиција ухватила багру, десила се саобраћајна несрећа у којој је двоје људи погинуло. У међувремену, саобраћајна полиција је добила нову начелницу: строгу, али поштену Ану Енгелхарт која стоји 100% иза својих људи. |                    |                      |                          |                  |                    |
| 17 | 2                  | "Проба"              | Корнелија Дорн вон Росум | Давид Симонс     | 21. октобар 1997.  |
| Десио се ланчани судар на ауто-путу. Андре и Семир су открили да је скупина моториста крива за то. Ипак, ништа не могу да докажу против багре. Следеће ноћи, један од моториста је убијен. Полиција је открила да је ланчани судар проба за једну потпуно другу ствар. |                    |                      |                          |                  |                    |
| 18 | 3                  | "Дечје бриге"        | Габријеле Хеберлинг      | Матјас Херберт   | 28. октобар 1997.  |
| Андре је сазнао да његова бивша девојка има новог дечка. За њеног новог дечка Сема се сумња да је наркоман. Андре је упозорио Соњу, али она није хтела да га слуша, али је обавестила Сема о Андреовој истрази. Пре него што су Андре и Семир стигли да учине нешто, шефица их је прекинула. Сем је полицајац на тајном задатку. Полицајци су му довели живот у опасност због своје истраге. |                    |                      |                          |                  |                    |
| 19 | 4                  | "Заказивање кочница" | Пит Аријел               | Матјас Херберт   | 11. новембар 1997. |
| Поново се десило убиство вијетнамских препродаваца цигарета у Берлину. Двојица браће, Вијетнамци Понг Ла и Пном Пен који су видели убиство, желе да изађу из тог посла и да се обрате органима реда. Тужилац који ради на случају др. Мидинг држи два сведока на месту које је требало да буде безбедно. Али један од двојице браће, Пном Пен, је намамљен ван куће поруком и убијен од стране плаћеног убице. Док је покушао да се отараси леша, убица је упао у ланчани судар на ауто-путу. У изузетној пометњи, убица је ставио мртвог Пнома Пена на возачево седиште и запалио кола како би прикрио трагове. Онда је побегао са лица места. Ипак, убрзо после тога су стигли инспектори Андре Фукс и Семир Герхан и пронашли убијеног човека на возачевом седишту. Покренули су истрагу и обавестили тужиоца да је један од два сведока убијен. Очигледно постоји кртица у органима реда. Андре и Семир нису знали да преводилац вијетнамског тужилаштва игра двоструку игру и да су животи Понга Лаа и његове супруге Ли такође у великој опасности. |                    |                      |                          |                  |                    |
| 20 | 5                  | "Освета је слатка"   | Пит Аријел               | Матјас Херберт   | 18. новембар 1997. |
| Пуштени робијаш Ленард Нилсен жели да се освети Андреовој и Семировој начелници која га је послала у затвор. Ленард је почео да терорише Ану телефонским позивима, да јој петља око кола и прети. Ипак, он је толико паметан да она очајна не зна шта да ради. Али Ленард није задовољан тиме. Генијалним планом, он је успео да покаже њеним надређенима како је Ана непоуздана док је један растурач дроге шпијуниран па убијен. Суочена са сумњом да је починила убиство, Ана није имала избора па је побегла уз Андреову и Семирову помоћ и сакрила се. Али Нилсен је то осетио па је наставио да завршава своју освету. Почео је да спрема Анино самоубиство. У последњем тренутку су Андре и Семир успели да обуздају Ленарда и спасу своју начелницу. |                    |                      |                          |                  |                    |
| 21 | 6                  | "Витез отимач"       | Корнелија Дорн           | Матјас Херберт   | 2. децембар 1997.  |
| Багра румунских провалника се сакрила у једној шуми близу ауто-пута и изводе пљачке на заиста невероватан начин: украду багер, обију штедионицу или пошту и изнесу цео трезор. Андре и Семир истражују случај украденог багера. Багер је коришћен у пљачки једне поште. На дан пљачке је била необично велики износ новца у трезору. Инспектори сумњају да је неко из поште сигурно дојавио пљачкашима. Дошли су до трага о мутној странци Милеру који је, како се испоставило, бивши радник Румунске тајне службе. Када је једног сунчаног дана украден шлепер са багером близу ауто-пута, Андре и Семир су кренули за лоповима. Дошло је до жестоке потере. |                    |                      |                          |                  |                    |
| 22 | 7                  | "Деца Сунца"         | Дрор Захави              | Матјас Херберт   | 31. март 1998.     |
| Тајница полиције Андреа и Семир су кренули на посао. На радију су чули да су чланови секте Деца Сунца пронађени мртви у Аустралији и Индији. Очигледно су следбеници секте који су веровали у неминовни крај света били побијени у 12:00 часова по тамошњем времену. Андреа се онда страшно посвађала са Семиром јер је њена сестра Катрина такође чланица секте. Због тога није била при себи на тренутак па је имала озбиљан удес. На срећу, нису били повређени. Андреа је заједно са Семиром посетила своју сестру у Секвојином месном стожеру, али она није хтела да је слуша. Пошто су били неспремни, Семир и Андреа су морали да оду. Семир је објаснио да сами не могу да ураде ништа због тренутног стања. Андреа није желела то да прихвати па је покушала да провали у стожер и одведе сестру, али су је открили и отели чланови секте. Секта је управо почела да се спрема за одлазак у нови стожер где је све спремљено за заједничко самоубиство. Семир и Андреа су открили шта је било са Андреом, али су са специјалцима дошли прекасно: секта је већ испразнила свој стожер. Почела је махнита потрага јер ће скоро 12:00. |                    |                      |                          |                  |                    |
| 23 | 8                  | "Смртоносна слава"   | Ханс Шонер               | Каи Хенсел       | 7. април 1998.     |
| Инспектор Андре Фукс је добио потресне вести: његов стари друг Х. П. Бекстер, певач техно-састава "Скутер", је отет. Непознати отмичари захтевају разуман откуп. Андре и Семир су преузели случај и однели откуп. Али ту нешто није било у реду: двојица од тројице отмичара су ухваћени, али је вођа отмичара наркоман побегао са таоцем. У скровишту, он је повредио Х. П.-а због неуспеле примопредаје па је почео саставно да полива горивом складиште. Х. П.-у прети искрварење уколико му се убрзо не пружи помоћ. Али полиција је једва пронашла скровиште. Кад су истражитељи на крају пронашли скровиште и упали у њега, луди отмичар је већ спремио своју пламену позорницу. |                    |                      |                          |                  |                    |
| 24 | 9                  | "Зауставни плотун"   | Пит Аријел               | Матјас Херберт   | 16. април 1998.    |
| 18-огодишња тенисерка Бетина Фурст има сталних тешкоћа са строгоћом свог оца па је украла из трезора свог оца два милиона и побегла Поршеом. Током пута је имала озбиљну несрећу у којој су спортска кола завршила као згажена конзерва. Повређена Бетина је побегла са места удеса са новцем. Оно што није знала је да је тај новац део мутних радњи и припада разбојнику Зибелу који преко њеног оца пере новац. Зибел је запретио Принсу да ће га убити ако не врати новац до вечери. У међувремену, Андре и Семир истражују удес. Андреа и Семира је истрага о тениском циркусу довела до Бетининод дечка Ралфа који је исто тенисер. Полиција је привела Бетину и Ралфа на саслушање у испоставу, а њен отац се ускоро појавио. У личном разговору са ћерком, Принс је рекао чији је новац, а она се јако потресла и обећала да ће помоћи па су заједно отишли из испоставе како би узели новац који је Бетина сакрила у напуштеној згради и испунили Зибелов захтев. На жалост, новац више није био на месту на ком га је Бетина сакрила. |                    |                      |                          |                  |                    |
| 25 | 10                 | "Кратак одмор"       | Аренд Ахте               | Матјас Херберт   | 23. април 1998.    |
| Четири брата су спектакуларно опљачкала штедионицу. Док су бежали од полиције, они су упали у једно одмориште где ради Џинет која је у поодмаклој трудноћи. Пошто им је полиција за петама, пљачкаши су са планом упали тамо и узели таоце међу којима су и Џинет и Ана Енгелхарт. Андре, који је био у купатилу кад се десила отмица, се сакрио. Док је вођа пљачкаша Јозеф ван одморишта и спрема спашавање своје браће, Андре је позвао Семира који тражи начин да ослободи таоце. У међувремену, стање у одморишту постаје несигурно јер су браћа све живчанија и живчанија пошто их је полиција опколила, један од талаца који је заступник се убацио као посредник између отмичара и полиције, а Џинет је добила ране трудове па се породила у одморишту под непријатељским околностима. У међувремену, Семир је открио да вођа разбојника није у одморишту. Али пре него што је успео да га ухвати, Јозеф је набавио хеликоптер уз помоћ кога је кренуо да спаси браћу. Семир је без оклевања скочио на ногаре хеликоптера. |                    |                      |                          |                  |                    |
| 26 | 11                 | "Мртвачка кола"      | Хелмут Мецгер            | Мајк Шефнер      | 30. април 1998.    |
| Семиров рођак Хасан је вишеструко-осуђивани преступник. Тренутно ради као шенкер у једној јавној кући. Због мањка новца, он је у превару око осигурања па је одвезао кола човека који је касније хтео да их пријави као украдена како би изгледало да је возило нестало, али наизглед добро разрађени план је пошао по злу: Хасан је већ после неколико метара приметио да га гони полиција, а Семир и Андре су били међу њима. Хасан је онда бацио кола у језеро и успешно нестао. Полиција је извукла кола из језера и у пртљажнику пронашла леш власника кола, златара познатог полицији. Полиција је кренула да истражује Хасана због убиства. Семир не верује да му је рођак убица па се због тога сукобио са Андреом који сматра да је Хасан крив. Хасан се у међувремену сакрио код свог шефа, власника Јавне куће Фрајтага. Оно што није знао је да је Фрајтаг убица златара. Фрајдаг је предложио уносан посао жртви, затим га убио и узео милион марака у готовом, а Хасан је требало да буде жртвено јагње, али је због његовог беекства Фрајтаг морао да се држи изворног плана. Одлучио је да убије досадног шанкера. Да ли ће Семир и Андре успети да спасу Хасана? |                    |                      |                          |                  |                    |
| 27 | 12                 | "Отров"              | Ханс Шонер               | Давид Симонс     | 7. мај 1998.       |
| Неки лудак је почео да трује возаче на одмориштима својеручно прављеним коктелом за спавање. Због отрова су возачи имали бројне удесе. Андре и Семир покушавају да зауставе лудака. Али је онда и Андре постао жртва тровања. |                    |                      |                          |                  |                    |
| 28 | 13                 | "Између редова"      | Пит Аријел               | Јохен Верман     | 14. мај 1998.      |
| Малолетни Јорг је члан уличне багре која се сукобила са једном скупином моториста. Деца би хтела да преузму област моториста због трговине дрогом, али мотористи не желе да их истерају из посла неки безобразници па су узвратили свирепом силом: Један од моториста Аце је избоо Јорговог друга Денија испред Џинетиног одморишта. Дени је умро на Јорговим рукама. Андре и Семир су преузели случај, али је кренуо талас ћутања јер ни деца са улице ни мотористи не желе да говоре. И Јорг је ћутао током полицијског саслушања. Он једино мисли како да освети друга. Убрзо после тога је добио прилику да задовољи своју потребу. Ракетним бацачем је разнео место састанка моториста. Уз помоћ Јоргове сестре Катје, Андре и Семир покушавају да извуку Јорга из ђавољег круга насиља и против-насиља. Али багра неће да пусти Јорга па му је дала прилику да Денијеву смрт освети званично. Уличним момцима је у руке пао Аце. |                    |                      |                          |                  |                    |
| 29 | 14                 | "Ловци на погодбе"   | Хелмут Мецгер            | Ханс Герд Милер  | 28. мај 1998.      |
| У саобраћајној несрећи на ауто-путу је погинуо камионџија. Током истраге, Семир и Андре су открили да је возило неко минирао. Истражитљеи у почетку нису знали да ли је несрећа једна у низу од несрећа коју су изазвали Луц Хајткамп, надзорник отпада и власник јавне куће Јурген Хензе. Хајткамп, на кога се обично сумњало кад су у питању преваре осигурања, и Хензе су потплатили камионџије да минирају своје камионе како би се десио лакши удес. Хајткамп је онда проглашавао превожену робу како потпуно неупотребљиву, а онда их је Хензе откупљивао и продавао по јефтиним радњама, али овог пута је нешто пошло по злу, камионџија је направио грешку и погинуо и још нешто шкоди Хајткамповом и Хензеовом послу што је за сада уређивано: камионџија Мани, који је заслужан за хватање две багре жели парче велике торте. Мани нема појма у какву се опасност упустио. |                    |                      |                          |                  |                    |
| 30 | 15                 | "Труле јабуке"       | Аренд Ахте               | Мајк Шефнер      | 4. јун 1998.       |
| На ауто-путу се десио удес превознику воћа, а возач је погинуо. Полиција је пронашле још један леш у приколици. Семир је упао у велику свађу на попришту јер је погинуо његов стари друг Томас Борн. Борн је био службеник Савезне пограничне полиције. Томас и Семир су се посвађали због Томасове касније супруге Данијеле. Истрага је установила да Томас није убијен у приколици него да је већ био мртав, а камионџија је испао починилац. На Семирово изненађење, он је сазнао из Томасове пословнице да је његов стари друг добио отказ пре неколико недеља. Данијела, која је посетила Семира и замолила га да скине љагу са имена њеног супруга, је порекла то. Томас је и те како био на дужности. Андре и Семир су посумњали да је Томас био службеник на тајном задатку и да је отказ био само варка. Кад су двојица саобраћајаца разговарали са Томасовим надређеним, они су се изјаснили за јасан исказ. Трагови крва у камиону су довели истражитеље до једног одморишта где су пронађена још два леша у жбуњу. Двојица мртваца су од раније позната полицији, а један је био трговац дрогом. Ипак, оружје којим су та двојица и Томас побијени није пронађено због чега је морао да постоји четврти човек који је сместио тело Томаса Борна у приколицу. Семир се поново састао са Данијелом, а она му је дала траг о извесној особи са којом се њен супруг често састајао, али је Семиров покушај да ухапси Мира пропао јер су му човека отели непознати отмичари испред носа. У међувремену, Андре је рекао Семиру лоше вести: Томас Борн није био на тајном задатку него је морао да напусти службу тихо и тајно јер је доказано да је примао мито. Такође је хтео да се одсели у Мексико. Семир није могао да поверује да је његов пријатељ био покварен, али та порука није била последње непријатно изненађење за њега. |                    |                      |                          |                  |                    |
| 31 | 16                 | "Удри!"              | Пит Аријел               | Матјас Херберт   | 18. јун 1998.      |
| Током тренинга у свом карате кулбу, Андреа је изненада напао један од полазника. Иако се Андре само бранио, Олаф је умро. Зато је инспектор Киндерман оптужио Андреа за убиство из нехата па је инспектор саобраћајне полиције удаљен са дужности. Ипак, Семир подржава свог сарадника − уз помоћ свог пријатеља је открио да је Олаф умро од дроге коју је немогуће открити. То није била несрећа − убиство је освета Унгера кога је Андре једном ухапсио. Он је успео да тутне Андреу дрогу због чега је она постао све насилнији. |                    |                      |                          |                  |                    |